# Эль-Харруби, Яссин
Яссин Эль-Харруби (араб. ياسين الخروبي‎; фр. Yassine El Kharroubi; родился 29 марта 1990, Дрё, Франция) — марокканский футболист, вратарь клуба «Версаль» и сборной Марокко.

## Клубная карьера
Эль-Харруби — воспитанник французского клуба «Генгам». 14 сентября 2010 года в матче против «Бастии» он дебютировал в Лиге 3. Летом 2011 года для получения игровой практики Яссин на правах аренды перешёл в «Кевийи». 5 августа в матче против «Орлеана» он дебютировал за новый клуб. Летом 2012 года Эль-Харруби был отдан в аренду в «Бур-ан-Бресс — Перонна». 7 сентября в матче против «Парижа» он дебютировал за новую команду.
В 2013 году Яссин вернулся на историческую родину, став игроком «МАС Фес». В том же году он дебютировал в чемпионате Марокко. В 2014 году Эль-Харруби присоединился к румынскому «Рапиду», но дебютировать за клуб так и не смог.
Летом 2014 года Яссин перешёл в болгарскую «Верею». В матче против «Локомотива» из Горна-Оряховицы он дебютировал во Второй болгарской лиге. Летом 2015 года Эль-Харруби подписал контракт с пловдивским «Локомотивом». 1 августа в матче против «Ботева» он дебютировал в чемпионате Болгарии. Летом 2017 года Яссин вернулся в Марокко, став игроком клуба «Видад».

## Международная карьера
27 марта 2016 года в товарищеском матче против сборной Республики Конго Эль-Харруби дебютировал за сборную Марокко. В 2017 году в составе сборной Яссин принял участие Кубка Африки в Габоне. На турнире он был запасным и на поле не вышел.